# 掌叶线蕨
掌叶线蕨（学名：Leptochilus digitatus）为水龙骨科薄唇蕨属下的一个种。